# Solok
Solok (signifiant « vallée ») est une ville indonésienne du Sumatra occidental. Elle couvre une superficie de 57,64 km² pour une population estimée à 62 483 habitants en 2014.

## Personnalités liées
- Dorce Gamalama (1963-2022), femme transgenre indonésienne, chanteuse pop, actrice, présentatrice et comédienne.